# Svatopluk Čumba
Svatopluk Čumba (* 21. ledna 1967 Kyjov) je český diplomat. Po studiu na strážnickém gymnáziu navštěvoval VUT v Brně, kde v roce 1990 promoval. V roce 1995 se vzdělával v Kalifornii, kde absolvoval diplomatický kurz na Hooverově institutu Stanfordovy univerzity. Studoval také na Diplomatické akademii Ministerstva zahraničích věcí. V diplomatických službách působil ve Venezuele, Číně, Nigérii, Španělsku a jako mimořádný a zplnomocněný velvyslanec v Libanonu. Do července 2019 působil jako mimořádný a zplnomocněný velvyslanec v Íránu.